# Marcus Alexandre
Marcus Alexandre Médici Aguiar Viana da Silva, conhecido como Marcus Alexandre (Ribeirão Preto, 13 de junho de 1977) é um engenheiro e político brasileiro, filiado ao Movimento Democrático Brasileiro (MDB). Foi prefeito de Rio Branco, capital do estado do Acre.

## Carreira política
Marcus chegou ao Acre em 1999, onde já assumiu diversos cargos do poder público. Chegou a ser diretor-geral do Departamento de Estradas de Rodagem, Infraestrutura Hidroviária e Aeroportuária do Acre (Deracre) de 2007 a 2012, cargo que lhe deu notabilidade para se eleger prefeito da capital do estado, Rio Branco. Em 2016, afastando-se do PT, porém mantendo-se filiado ao partido, conseguiu ser o único petista eleito em capital no ano de 2016. Assim, se reelegeu prefeito de Rio Branco, alcançando 54,87% dos votos válidos e ganhando de sua adversária política Eliane Sinhasique.
Durante o primeiro mandato de Marcus Alexandre como prefeito de Rio Branco, a administração foi voltada para muitas obras e investimentos visando melhorias na cidade: houve redução da tarifa de ônibus, modernização do restaurante popular da cidade, construção de novas unidades de saúde e creches, e duplicação de avenidas.
Em 2018, concorreu ao cargo de governador do Acre pela FPA (Frente Popular do Acre) e obteve 34,54% dos votos válidos (144.071 votos), ficando em segundo lugar na disputa. Atualmente, está sem mandato político.

## Vida pessoal
É casado com Gicélia Viana da Silva Médici Aguiar, engenheira civil, e juntos tem três filhos, Alexandre Gael, Ian Roberto e Caio Roberto. Marcus, assim como a esposa, formou-se em engenharia civil, pela Universidade Estadual de São Paulo, no campus de Ilha Solteira.

## Desempenho Eleitoral
| Ano  | Eleição                 | Partido | Candidato a                               | Votos   | %                 | Resultado  | Ref    |
| ---- | ----------------------- | ------- | ----------------------------------------- | ------- | ----------------- | ---------- | ------ |
| 2012 | Municipal de Rio Branco | PT      | Prefeito                                  | 85.282  | 48,30% (1º Turno) | Eleito     | [ 11 ] |
| 2012 | Municipal de Rio Branco | PT      | Prefeito                                  | 90.557  | 50,77% (2º Turno) |            | [ 11 ] |
| 2016 | Municipal de Rio Branco | PT      | Prefeito                                  | 104.311 | 54,87%            | Eleito     | [ 12 ] |
| 2018 | Estaduais no Acre       | PT      | Governador                                | 144.071 | 34,54%            | Não Eleito | [ 13 ] |
| 2022 | Estaduais no Acre       | PT      | Vice-governador Titular: Jorge Viana (PT) | 103.265 | 24,21%            | Não Eleito | [ 14 ] |
| 2024 | Municipal de Rio Branco | MDB     | Prefeito                                  | 68.884  | 34,77%            | Não Eleito | [ 15 ] |

## Prêmios
- 2014 - Prêmio Personalidade Profissional 2014 da CNTU[5]